# Стеван Р. Поповић
Стеван Р. Поповић (Ивањица, 2/15. фебруар 1834 - Београд, 3/16. јануар 1902) је био српски правник и економиста, професор Велике школе, министар народне привреде, државни саветник и сенатор.

## Живот и рад
Стеван Р. Поповић се школовао у Ивањици, у манастиру Сретење, затим у Ужицу, Чачку, Београду. Након завршене Велике школе добио је државну стипендију, па је као државни питомац био на студијама у Хајделбергу, Лајпцигу и Минхену. По завршетку школовања био је срески начелник, професор Велике школе, начелник и министар Министарства народне привреде, државни саветник и секретар. У Великој школи предавао је народну економију, финансије и статистику. Био је против либералне школе у народној економији. Од 1872. године био је члан Српског ученог друштва.
У Београду је упознао Анђу Посниковић, ћерку познатог сликара Димитрија Посниковића, са којом се оженио око 1881. Од 15.11.1892. је почасни члан Српске краљевске академије, а тиме и почасни члан Српске академије наука и уметности. У влади Саве Грујића, у раздобљу владавине краља Милана Обреновића, био је министар Народне привреде од 19.12.1887. до 14.04.1888. године.
Стеван Р. Поповић је изненада умро 03.01.1902. у Београду у 61. години. Сахрањен је на Новом гробљу у Београду. Једини унуци Стевана Поповића, Ружица Грисогоно и пок. диригент проф. Јован Шајновић, су деца Олге Шајновић, Стеванове ћерке.